# Napattanawat Kuiram
Napattanawat Kuiram (thailändisch แรมโบ้”นพรรธนวรรธน์, * 8. Februar 1999), auch als Folk bekannt, ist ein thailändischer Fußballspieler.

## Karriere
Napattanawat Kuiram erlernte das Fußballspielen in der Jugendmannschaft des Erstligisten Buriram United. Seinen ersten Vertrag unterschrieb er im Januar 2017 beim Pattani FC. Der Verein aus Pattani spielte in der vierten thailändischen Liga. Mit Pattani trat er in der Southern Region der Liga an. 2018 und 2019 feierte er mit Pattani die Vizemeisterschaft der Liga. 2019 stieg man in die dritte Liga auf. Zuletzt spielte er mit dem Verein in der Southern Region. Anfang August 2022 unterschrieb er einen Vertrag beim Zweitligisten Phrae United FC. Sein Zweitligadebüt für den Verein aus Phrae gab am 13. August 2022 (1. Spieltag) im Auswärtsspiel gegen den Raj-Pracha FC. Hier stand er in der Startelf und spielte die kompletten 90 Minuten. Das Spiel endete 2:2. Für Phrae bestritt er 17 Ligaspiele. Im Sommer 2023 wurde sein Vertrag nicht verlängert. Wo er die Saison 2023/24 unter Vertrag stand, ist unbekannt. Im Juli 2024 nahm ihn der Zweitligist Chanthaburi FC aus Chanthaburi unter Vertrag. Nach zwei Ligaspielen wurde sein Vertrag nach der Hinrunde im Januar 2025 nicht verlängert.